# ピア効果
ピア効果（ピアこうか）とは意識や能力の高い集団の中に身を置くことで、切磋琢磨しお互いを高め合う効果のこと。教育関係において用いられることが多い。
難関大学を目指す進学校のように、高い意識や能力を持った人間が集まりお互いを刺激・感化させることは、集団全体のレベルアップに加え個々の成長に相乗効果をもたらす。
ピア (peer) とは仲間、同級生、同僚、地位・能力などが同等の者という意味を持つ単語。
ピア効果には、「正のピア効果」と「負のピア効果」とがある。

## 参照
- 教育投資の費用対効果に関する基本的な考え方及び文献 (PDF)  - 文部科学省
- 「ピア効果」で、学力や人間力を伸ばしてくれる学校に期待する保護者 - gooニュース 2013年1月7日（配信元ベネッセ）